# Carl Ångström
Carl Ångström, född 22 april 1856 vid Taberg, Nordmarks socken, Värmland, död 18 september 1932 i Engelbrekts församling, Stockholm, var en svensk ingenjör. Han var son till professor Carl Arendt Ångström.
Ångström genomgick Teknologiska institutet 1873–1876 på mekaniska avdelningen, var maskinarbetare och ritare i Pittsburgh och vid Pennsylvania Railroads verkstäder i New York 1876–1878 samt konstruktör och maskiningenjör vid Washburn & Moens järnverk och verkstäder i Worcester, Massachusetts, 1878–1884. 
Återkommen till Sverige 1884, verkade Ångström som konstruktör och maskiningenjör vid Stora Kopparbergs bergslag till 1890, då han utnämndes till yrkesinspektör i dåvarande södra distriktet. Åren 1892–1909 var han verkställande direktör i Motala Verkstads Nya AB och chef för dess verkstäder. 
Ingenjörföreningen tilldelade honom 1882 Polhemspriset för en avhandling om vattenturbiner. Han skrev även uppsatser i tekniska ämnen i fackpressen. Ångström fungerade som prisdomare vid industriutställningarna i Stockholm 1886 (mindre industrin) och 1897, Malmö 1896, Gävle 1901 och Helsingborg 1903. Åren 1902–09 var han ledamot av Verkstadsföreningens överstyrelse. Ångström gravsattes i Gustav Vasa kyrkas kolumbarium i Stockholm.